# Bantam Books
Bantam Books é uma editora estadunidense fundada em 1945 por Walter Pitkin Jr., Sidney B. Kramer, e o casal Ian e Betty Ballantine. Desde então foi vendida algumas vezes para outras companhias, como a National General, e atualmente pertence à Random House
A Bantam foi a responsável pela edição original da série infantil "Choose Your Own Adventure", bem como os romances originais (destinado a adultos) baseados na franquia Star Trek, que resultaram em uma dúzia de livros entre 1970 e 1982, quando a licença foi adquirida pela Pocket Books. Também publicou a romantização dos roteiros de Star Trek: The Original Series e, em 1987 publicou em Londres a romantização de Ferris Bueller's Day Off, escrita por Todd Strasser.
É a editora nos Estados Unidos da América da versão de bolso do Guinness Book of Records. Na Bantam Classics Series disponibiliza uma vasta gama de obras clássicas, como A Riqueza das Nações, de Adam Smith, Candide de Voltaire ou A Volta ao Mundo em 80 Dias, de Júlio Verne, numa gama variada de autores e temas. Sua divisão de ficção científica, fantasia e horror, intitulada Bantam Spectra, publica as obras de diversos escritores reconhecidos, como George R. R. Martin e Neal Stephenson.

## Autores
A Bantam publica diversos autores, dentre os quais:
| - Tracy Hickman - Margaret Weis - J.D. Salinger - Maya Angelou - Isaac Asimov - Jean Auel - Louis L'Amour - Ray Bradbury - Alan Campbell - Agatha Christie - William T. Cox - S. S. Van Dine - James Dobson - Stephen R. Donaldson - Frederick Forsyth - Lisa Gardner - David Gemmell - Elizabeth George - William Gibson - John Glenn | - Daniel Goleman - Graham Greene - John Grisham - Laurell K. Hamilton - Thomas Harris - Stephen Hawking - Mo Hayder - Hermann Hesse - Tami Hoag - Robin Hobb - Kay Hooper - Iris Johansen - Shmuel Katz - Dean Koontz - Emilie Loring - Lois Lowry - Robert Ludlum - William March - George R. R. Martin - Malachi Martin | - Anne McCaffrey - Farley Mowat - Joseph Murphy - Michael Palmer - Robert M. Pirsig - Daniel Quinn - Tom Robbins - Jane Roberts - Alice Schroeder - H. Norman Schwarzkopf - Jerry Seinfeld - Adam Smith - John Steinbeck - Neal Stephenson - Bruce Sterling - Rex Stout - William Tenn - Mark Twain - Elie Wiesel - R.M. Hankins |